# Welirang
Welirang (Indonesisch: Gunung Welirang) is een stratovulkaan op het Indonesische eiland Java in de provincie Oost-Java. De berg ligt ten noordwesten van de berg Ardjoeno en ten noorden van de bergen Butak en Kawi. De Welirang is een van de bergen rondom de Vallei van Malang.